# Tony Coe
Tony Coe (29. listopadu 1934 Canterbury – 16. března 2023) byl britský jazzový klarinetista a saxofonista. Svou profesionální kariéru zahájil v roce 1957 jako člen skupiny trumpetisty Humphreyho Lytteltona, ve které strávil pět let. Roku 1965 byl pozván do skupiny Counta Basieho, ale nakonec nabídku nepřijal. Později hrál s mnoha hudebníky, mezi které patří Stan Tracey, Stan Getz, Dizzy Gillespie, Kenny Clarke, Tony Oxley nebo Bob Brookmeyer.